# Galatheas arbejde i Philippinerdybet
Galatheas arbejde i Philippinerdybet er en dansk dokumentarfilm fra 1952, der er instrueret af Hakon Mielche.

## Handling
Om arbejdet på den danske dybhavsekspeditions skib "Galathea", som i årene 1950-1952 sejlede jorden rundt for blandt andet at udforske de store havdybder. Der tages vandprøver, som analyseres, og bundprøver, hvor bakterielivet studeres. Havets produktion ag plankton undersøges, og det lykkes at påvise liv på 10.000 meters dybde, hvorfra man optager en lille søanemone. Bunden af Philippinerdybet kortlægges.